# 3 de Perseu
3 de Perseu (3 Persei) és un estel a la constel·lació de Perseu de magnitud aparent +5,71. Es troba a 245 anys llum del sistema solar.
3 de Perseu és una estrella subgegant taronja de tipus espectral K0IV. Les subgegants són estrelles que han acabat la fusió nuclear de l'hidrogen als seus nuclis, i són més brillants que les nanes de la seqüència principal però menys que les gegants pròpiament dites. Errai A (γ Cephei), ε Reticuli η Serpentis són subgegants no gaire diferents de 3 Persei.
3 de Perseu té una temperatura efectiva d'entre 4.786 i 4.845 K i és 31 vegades més lluminosa que el Sol. El seu radi és 8 vegades més gran que el radi solar i giravolta sobre si mateixa amb una velocitat de rotació projectada d'1 km/s. No existeix consens quant a la seva massa, estimant-se aquesta entre 1 i 2,2 masses solars, i té una edat entre 870 i 4.550 milions d'anys. Com la major part dels estels del nostre entorn, és un estel del disc fi.
3 de Perseu presenta una metal·licitat —abundància relativa d'elements més pesants que l'heli— inferior a la del Sol ([Fe/H] = -0,16). Certs elements com calci, silici i europi presenten nivells semblants als solars, però uns altres, com l'itri i el ceri, són marcadament deficitaris ([Ce/Fe] = -0,14).